# Jüdisches Frauenbad Heppenheim (Bergstraße)
Das ehemalige jüdische Frauenbad Heppenheim in Heppenheim, der Kreisstadt des Landkreises Bergstraße im südlichen Hessen, befindet sich im östlichen Teil von Heppenheim zwischen der Starkenburg im Norden und der Pfarrkirche Sankt Peter im Süden, innerhalb der Ortslage an der Ecke der Straßen Hinterer Graben, Bosengasse 8 und der Einmündung in die Siegfriedstraße (Bundesstraße 460).

## Beschreibung
Das ehemalige jüdische Frauenbad Heppenheim wurde im Jahr 1842 von der Stadt Heppenheim auf eigene Kosten errichtet. Der Vorgängerbau war ein Stadtmauerturm, der als Gefängnis genutzt wurde und den Namen „Roter Hut“ trug. Da der Bauplatz an der Stelle des Stadtmauerturms für ein Gebäude eher klein bemessen ist, wurde ein rhomboider Grundriss gewählt. Das Gebäude ist ein bescheidenes, eingeschossiges Häuschen mit Walmdach. Der Zugang zum Frauenbad erfolgte über eine Freitreppe an der Ostwand des Gebäudes. Man erreichte einen Vorraum mit Kessel, einen Umkleideraum und das holzverkleidete, über sieben Stufen betretbare Badebecken.
Im Laufe der Zeit wurden am Frauenbad mehrmals Renovierungen durchgeführt und ab dem Jahr 1905 wurde es nicht mehr genutzt. Im Jahr 1935 wurde das Frauenbad an einen Privatmann verkauft, da es aufgrund der fehlenden Nutzung funktionslos war, was an den Repressalien der NS-Zeit und der fehlenden weiblichen jüdischen Bevölkerung lag. Nach dem Verkauf wurde die Badeeinrichtung ausgebaut und das kleine Haus zur Nutzung als Wohnhaus, mit einer kleinen Dachgaube und neuen Fenstern, umgebaut. Die Westseite der Heppenheimer Stadtmauer ist heute noch mit dem Haus verbunden, welches auf einem Sandsteinsockel steht.
Das jüdische Frauenbad ist im Denkmalverzeichnis des Landesamts für Denkmalpflege Hessen als Kulturdenkmal aus geschichtlichen und wissenschaftlichen Gründen eingetragen. Es steht für ein Zeugnis der Geschichte und der Riten der untergegangenen jüdischen Gemeinde Heppenheims und ist ein Gebäude von besonderer Bedeutung.